# Patrixbourne
Patrixbourne – wieś w Anglii, w hrabstwie Kent, w dystrykcie Canterbury. Leży 5 km na południowy wschód od miasta Canterbury i 93 km na wschód od centrum Londynu.

## Zabytki
- kościół romański[2] z XII wieku;